# Malhac (Alta Viena)
Malhac (en francès Mailhac-sur-Benaize) és un municipi francès situat al departament de l'Alta Viena i a la regió de la Nova Aquitània.

## Demografia
| 1962                                       | 1968 | 1975 | 1982 | 1990 | 1999 | 2007 |
| ------------------------------------------ | ---- | ---- | ---- | ---- | ---- | ---- |
| 395                                        | 408  | 412  | 373  | 357  | 314  | 311  |
| Des de 1962: població sense dobles comptes |      |      |      |      |      |      |

## Administració
| Període   | Identitat         | Partit |
| --------- | ----------------- | ------ |
| 2001-2008 | Madeleine Lagarde |        |
| 2008-     | Ginette Imbert    |        |